# Фторид осмия(VI)
Фторид осмия(VI) — неорганическое соединение, соль металла осмия и плавиковой кислоты состава OsF6. При стандартных условиях представляет собой жёлтые кристаллы. Гидролизуется водой.

## Получение
Вещество можно получить прокаливанием металлического осмия в токе газообразного фтора при 250—300°C:
{\displaystyle {\mathsf {Os+3F_{2}\ {\xrightarrow {250-300^{o}C}}\ OsF_{6}}}}

## Физические свойства
Гексафторид осмия — жёлтое кристаллическое вещество, плотностью 5,09 г/см3, плавится при температуре 33,4 °C и кипит при 47,5 °C. При −140 °C устойчивой является пространственная группа ромбической сингонии. Параметры решётки: a = 9,387 Å, b = 8,543 Å и c = 4,944 Å.
Молекулы OsF6 имеют восьмигранную молекулярную структуру. Длина связи Os-F равна 1,827 Å.

## Химические свойства
- Частично гидролизуется водой:[3]

{\displaystyle {\mathsf {OsF_{6}+H_{2}O\ {\xrightarrow {\ }}\ OsOF_{4}+2HF}}}
- Полный гидролиз проходит по реакции:

{\displaystyle {\mathsf {2OsF_{6}+6H_{2}O\ {\xrightarrow {\ }}\ OsO_{4}+OsO_{2}+12HF}}}

## Применение
- Гексафторид осмия применяется для легирования осмием вольфрама, который получается при восстановлении WF6.